# Villa Corsini a Castello

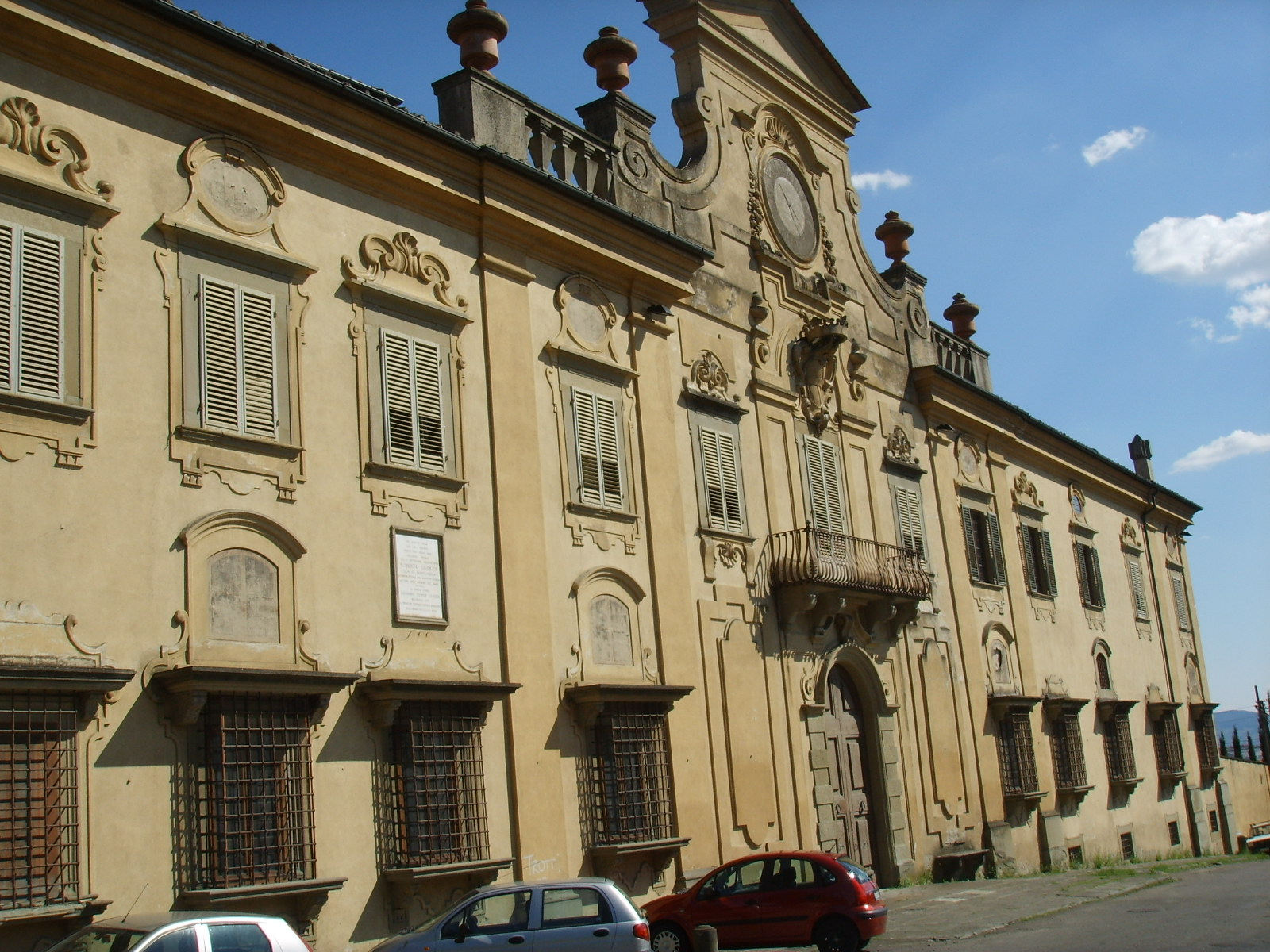
Fachada frontal da Villa Corsini a Castello.

A Villa Corsini é um palácio de Florença situado no nº 38 da Via della Petraia, na zona montanhosa de Castello, a norte do centro histórico da cidade. É um dos melhores exemplos de villa barroca em toda a Toscânia.

## As origens

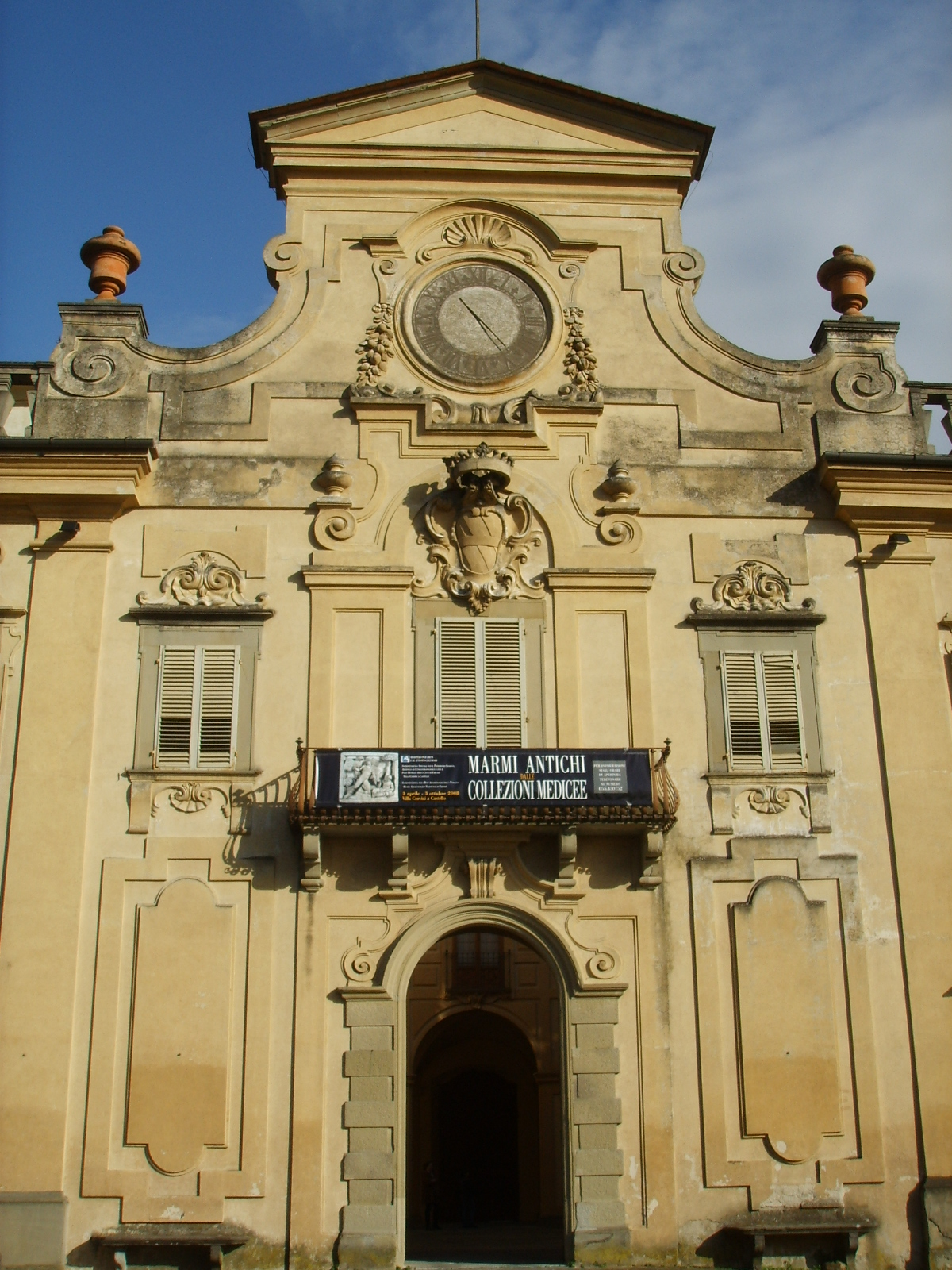
Entrada da Villa Corsini a Castello.

Neste lugar, foi construída uma primeira casa de lavoura para a família Strozzi no decorrer do século XV, a qual foi vendida na década de 1430, depois do exílio forçado de Palla Strozzi devido à sua oposição a Cosmo de Médici, à família Rinieri como uma habitação senhorial em estilo rural bastante simples. Era dotada de um grande terreno cultivado com horta, olival e vinha, além de possuir um edifício para os trabalhadores.
Os Rinieri promoveram os primeiros melhoramentos na villa e no parque, chamando Niccolò Tribolo, o arquitecto que apresentaram mais tarde a Cosme I, para quem viria a realizar o jardim da Villa Medicea di Castello e, sobretudo, a obra prima que é o Jardim do Boboli, no Palazzo Pitti. Foi assim realizado um primeiro jardim à italiana com esculturas, do qual permanece uma preciosa estátua de rio personificado, a qual fazia em tempos parte duma fonte. Por outro lado, neste período os dois edifícios (senhorial e de serviço) foram unidos por um corpo central com uma loggia em três dos lados: ainda  é visível, na fachada do lado sul, o colmeado e as típicas janelas quinhentistas com cornijas e mísulas. Na realização do jardim colaborou, também, Pierino da Vinci.
Pouco tempo depois, a villa foi novamenet cedida; inicialmente aos Sangalletti (em 1571), sendo posteriormente confiscada e vendida de novo a um membro da família Donati (1597). Por fim, depois de várias outras mudanças de proprietário, passou a fazer parte dos domínios grão-ducais de Cosme II, em 1618, o qual juntou a villa às numerosas propriedades dos Médici na zona de Castello.

## Os Corsini

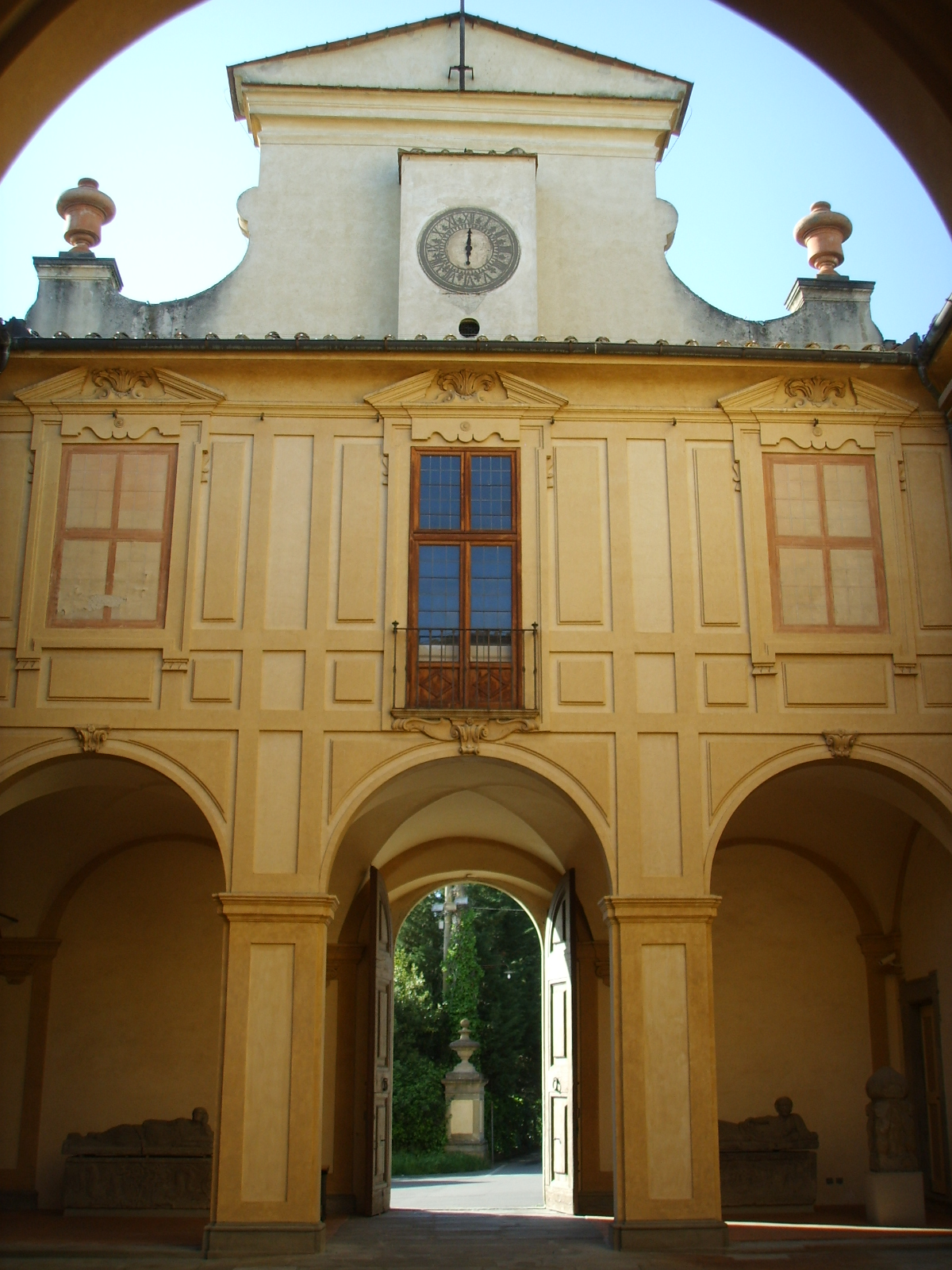
Entrada do palácio vista do pátio.

No entanto, a propriedade não ficaria muito tempo na posse dos Médici, sendo cedida em primeiro lugar aos Cervieri e depois, com um legado testamentário, aos padres Jesuítas da Chiesa di San Giovannino degli Scolopi. Por fim, depois de ter entrado de novo para os domínios dos Médici, já privada duma grande fatia dos terrenos, foi adquirida, em 1697, por Lucrezia Rinuccini, esposa de Filippo Corsini.
A villa iria completar as propriedades residenciais dos Corsini na cidade, os quais podiam, assim, apresentar um luxuoso palácio citadino, o Palazzo Corsini al Parione, um casino urbano com jardim, o Palazzo Corsini al Prato, e uma villa suburbana onde passar a chamada villeggiatura, expressão que deriva do próprio termo villa.
Este palácio permaneceria na posse da família até ao período posterior à Segunda Guerra Mundial.

### A reestruturação barroca do palácio

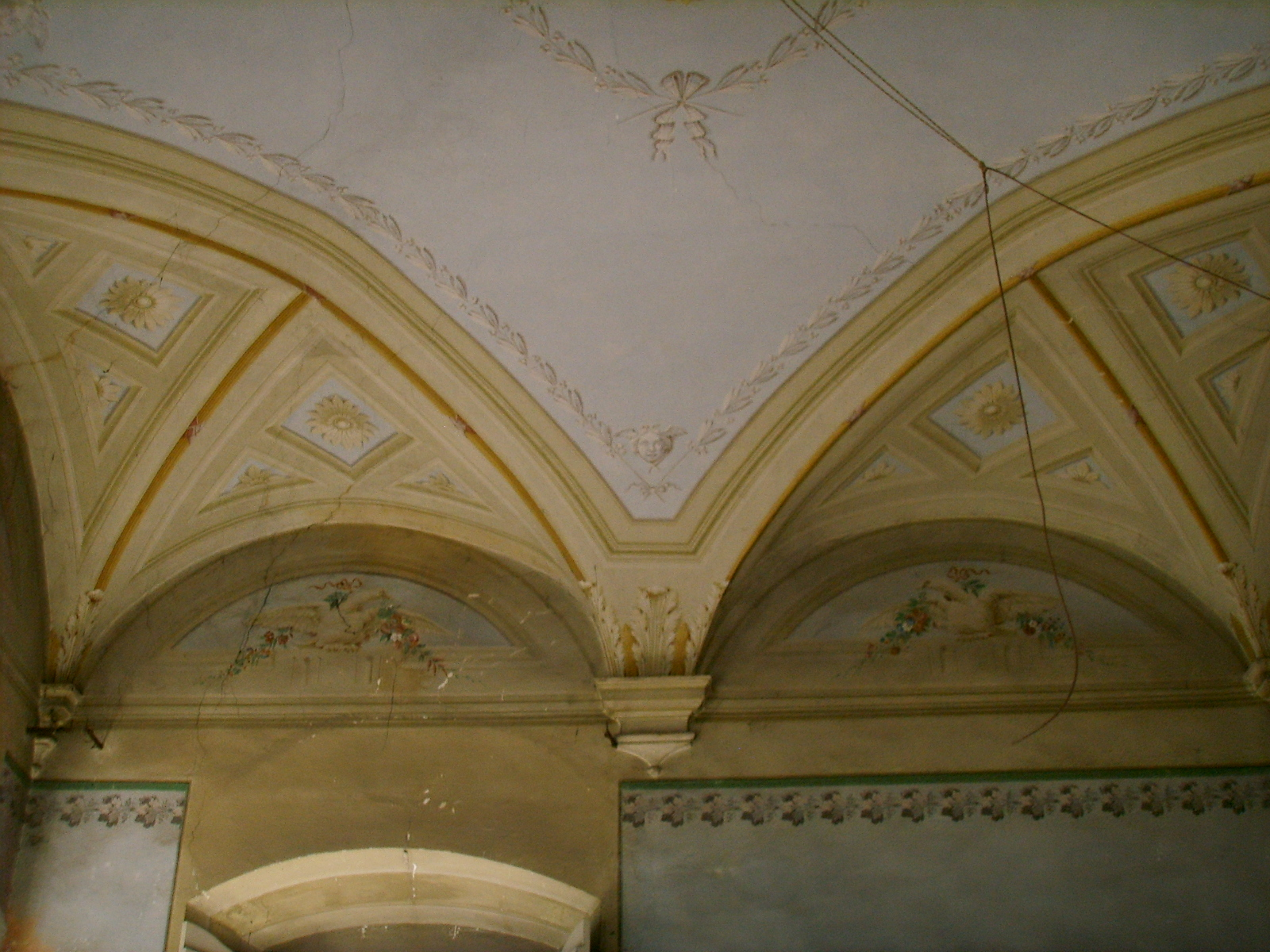
Detalhe de uma abóbada barroca.

Giovan Battista Foggini dirigiu os trabalhos para a profunda reestruturação da villa e do jardim (no passado também foi considerado como artífice o arquitecto Antonio Maria Ferri, criador do Palazzo Corsini al Parione), pela sobreposição duma nova estrutura barroca às instalações quinhentistas. A nova fachada, por exemplo, sobrepõe os pisos e as janelas à estrutura precedente, com novas cornijas, pilastras e decorações de estuque, reutilizando, deste modo, a estrutura preexistente.
Ao centro da fachada principal foi realizado um grande portal encimado por uma varanda, sobre a qual se destaca o brasão dos Corsini e um grande relógio circundado por festões. No início das alas laterais apresenta balcões ornados por vasos sobre a balaustrada situada sobre o último piso, um elemento típico do século XVII. No lado do jardim, pelo contrário, foi criada uma fachada com uma loggia.
O pátio interno, com colunas em três dos lados, foi redecorado, sobretudo no lado fechado, com novas cornijas e arcos fingidos, enquanto dentro do edifício foi criado um sumptuoso salão afrescado com cenas paisagísticas enquadradas por estuques. A decoração actual do salão remonta aos trabalhos de Contestabile, o qual afrescou uma série de Paesaggi (Paisagens) em 1805.
Po fim, foi acrescentado no lado norte do edifício uma pequena capela privada, dedicada aos Santos Cosma e Damião, hoje privada dos mobiliários por estes terem sido dispersos.

### O jardim

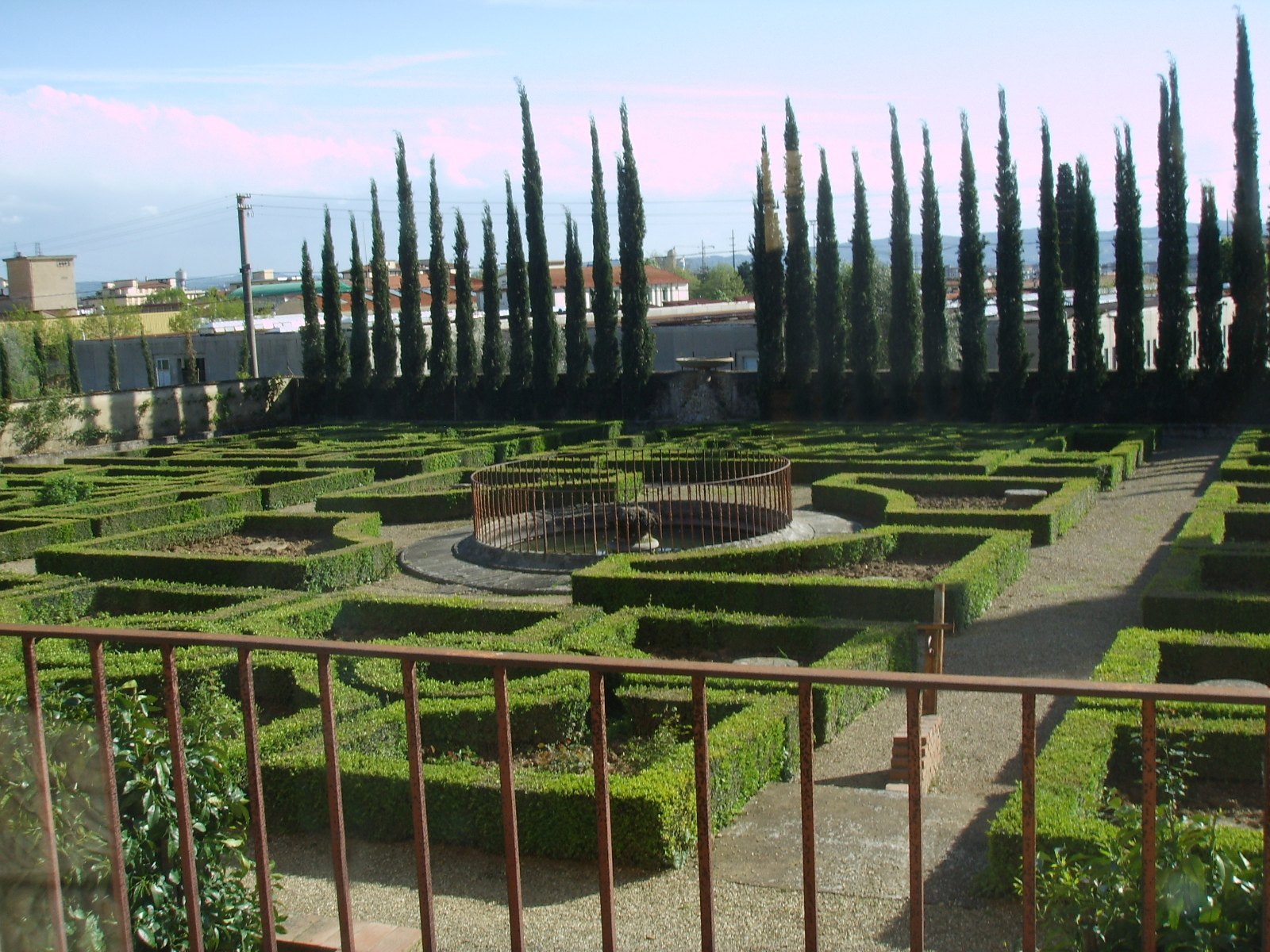
Vista parcial do jardim.

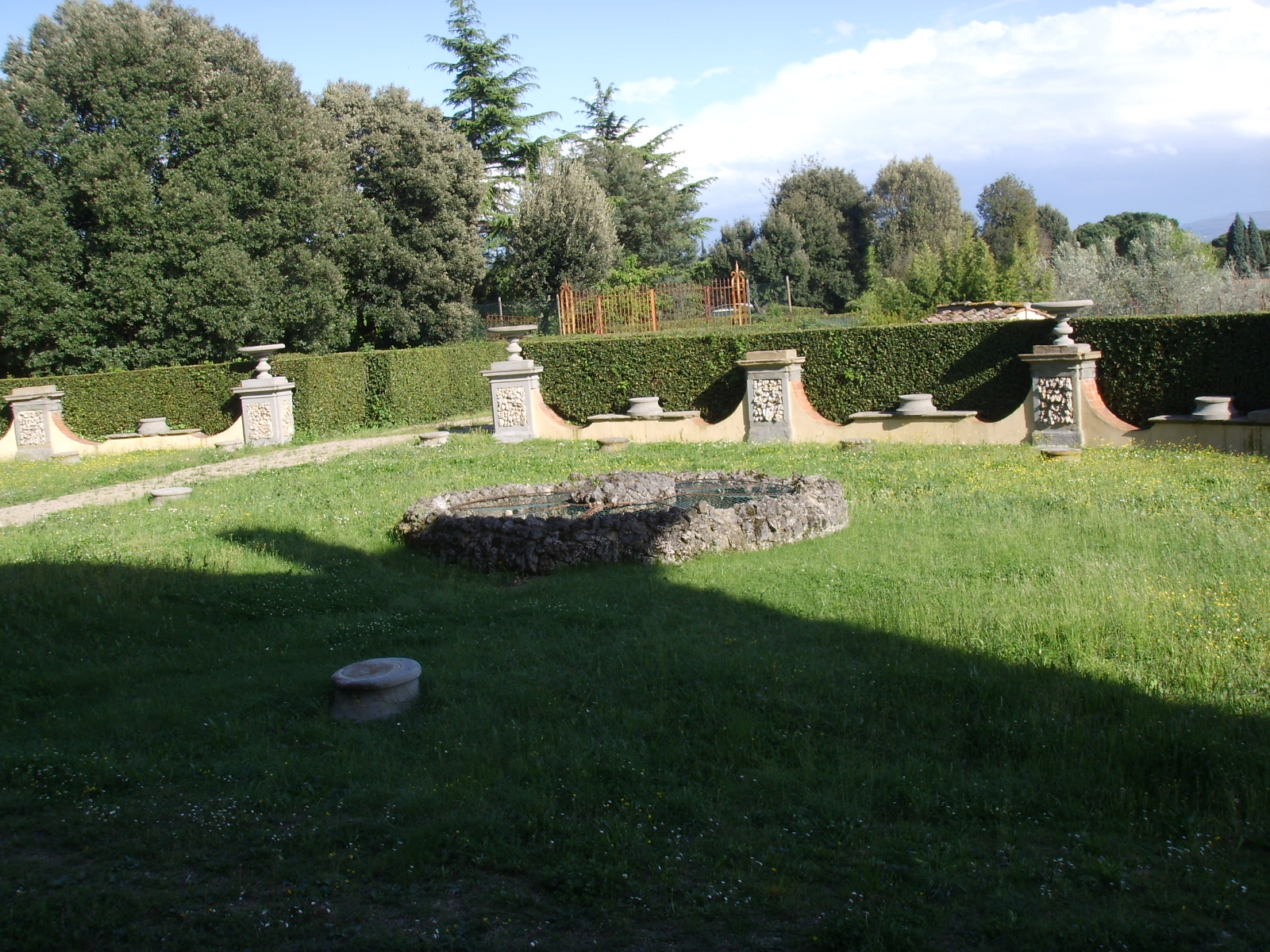
Detalhe do jardim.

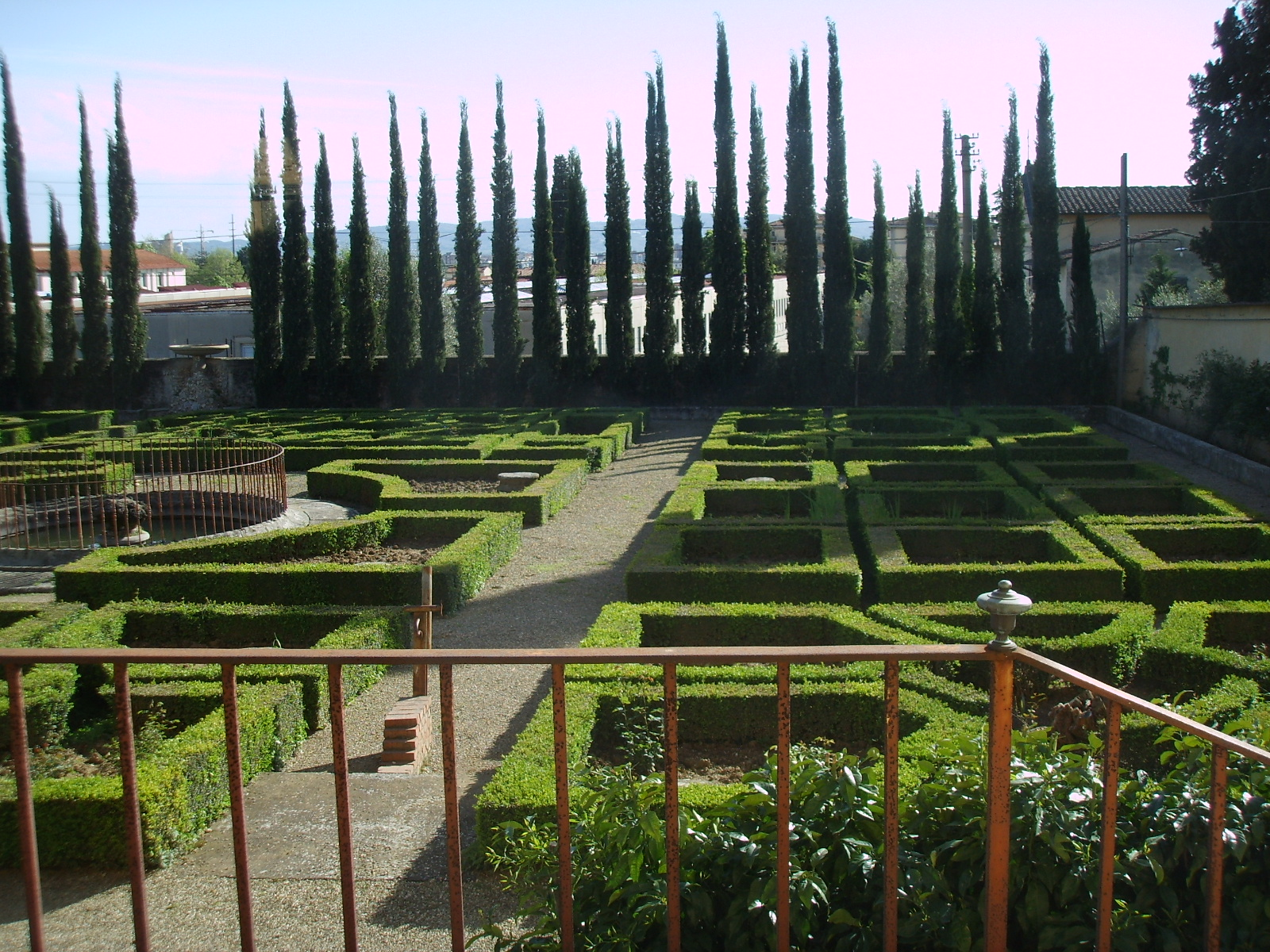
Vista parcial do jardim.

O jardim foi reestruturado em três ambientes cenográficos principais. O primeiro, a sul, é o típico jardim à italiana, decorado com os canteiros geométricos de buxo em torno dum tanque circular em pedra, Também é chamado de "jardim murado" por ser circundado por um muro.
O segundo ambiente consiste no selvático, ou seja, uma zona arborizada situada a norte, composta principalmente por ciprestes, azinheiras e loureiros. Esta área englobou as ragnaie quinhentistas, isto é, as zonas arborizadas onde se estendiam as redes para a captura dos pássaros. No interior desta zona, o parque é enriquecido com elementos à francesa, com uma fonte flanqueada por duas rampas ligadas a uma escada curva, fechada em volta por fundos arborizados. A água ainda sai duma cabeça equina enquadrada por volutas em estilo rocaille e encimada por uma coroa em pedra. Daqui, parte um trilho que leva à edícola, na qual foi instalada a estátua fluvial de Tribolo, removida da velha fonte entretanto desmantelada.
Por fim, o terceiro ambiente, ao centro, é chamado de "jardim circular das quatro estações", recebendo este nome pelo fundo cenográfico, na realidade, em forma semi-eliptica, decorada por pilastras, bancos e pelas estátuas das quatro estações esculpidas por Isidoro Franchi entre 1702 e 1703. Esta zona, no final dum caminho de azinheiras, cria uma vista do corpo principal da villa com a zona das escudarias. Até meados do século XIX, desenrolava-ss a partir daqui uma outra vasta área usada como picadeiro, alienada e depois desorganizada já no início do século XX.
Ao jardim formal liga-se a exploração agrícola, divididos por uma fila de ciprestes, esta última cultivada, sobretudo, com vinha e olival.

## A colecção arqueológica

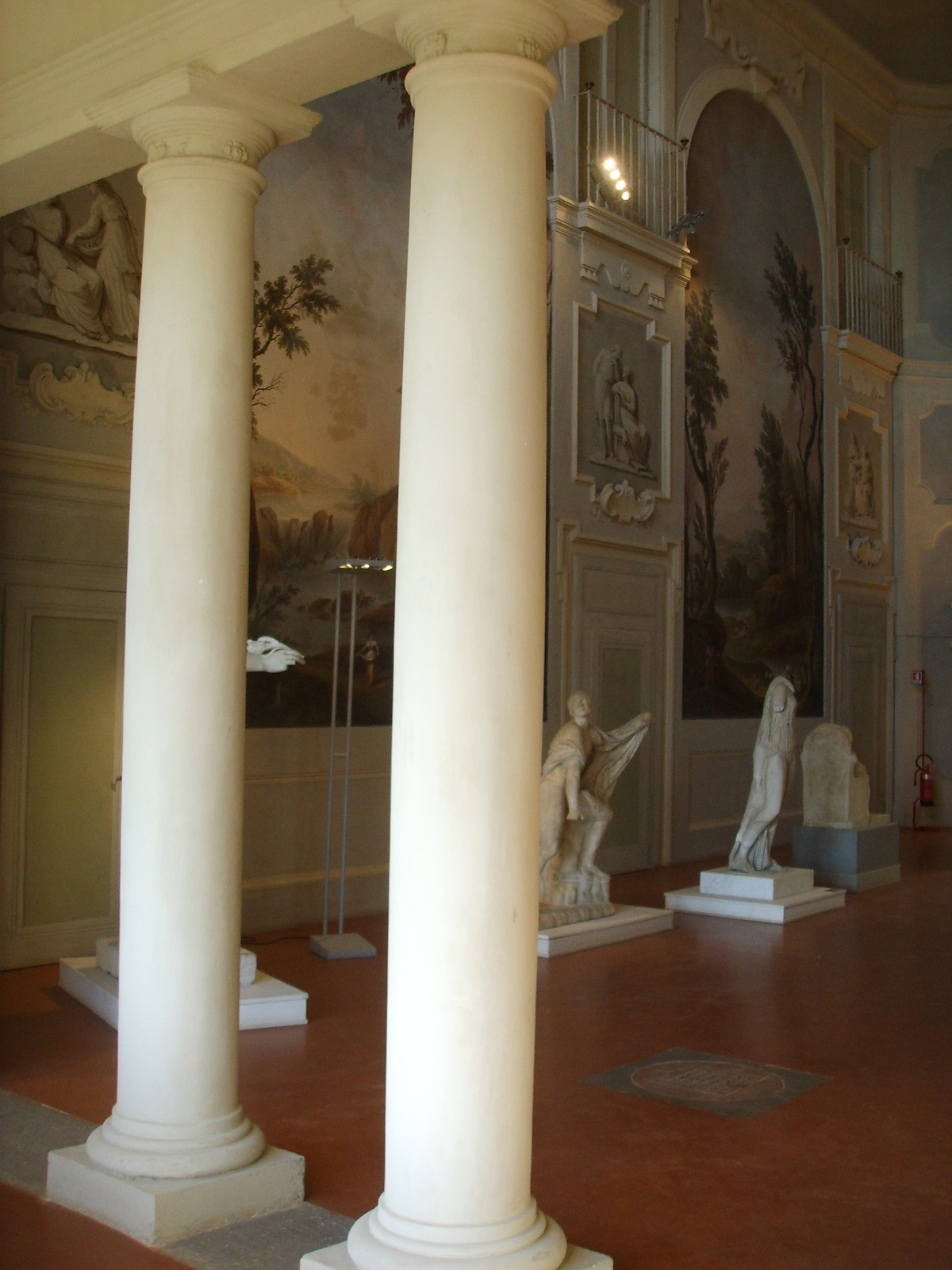
Salão da Villa Corsini a Castello, com exposição de peças arqueológicas.

Actualmente, na villa, depois da aquisição do complexo, na década de 1950, por parte da Superintendência, estão expostas as colecções de escultura e de epigrafia antiga provenientes do Museu Arqueológico Nacional de Florença.
No cenográfico salão estão conservadas as melhores peças de escultura grega e romana, entre as quais se encontra um leão grego original, proveniente dum monumento funerário do século V a.C., a grande estátua romana da Arianna adormecida, cópia dum original helénico, e um filho de Niobe, réplica romana dum original do século II a.C., inexplicavelmente separada do resto do grupo escultóreo que hoje se encontra na Galleria degli Uffizi. No pátio estão expostas algumas estátuas etruscas e o grande marco em arenito proveniente de Settimello.

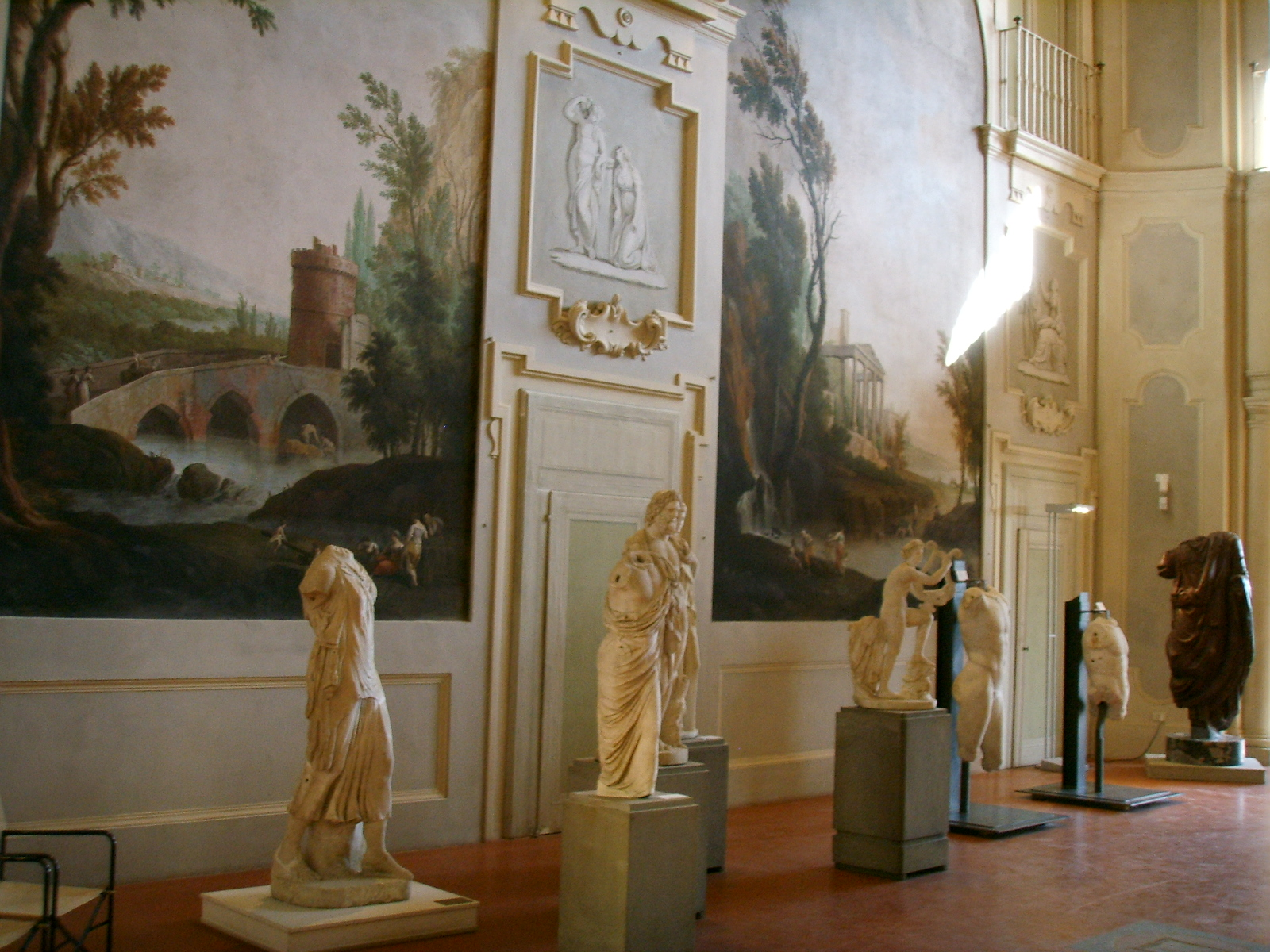
Aspecto do salão
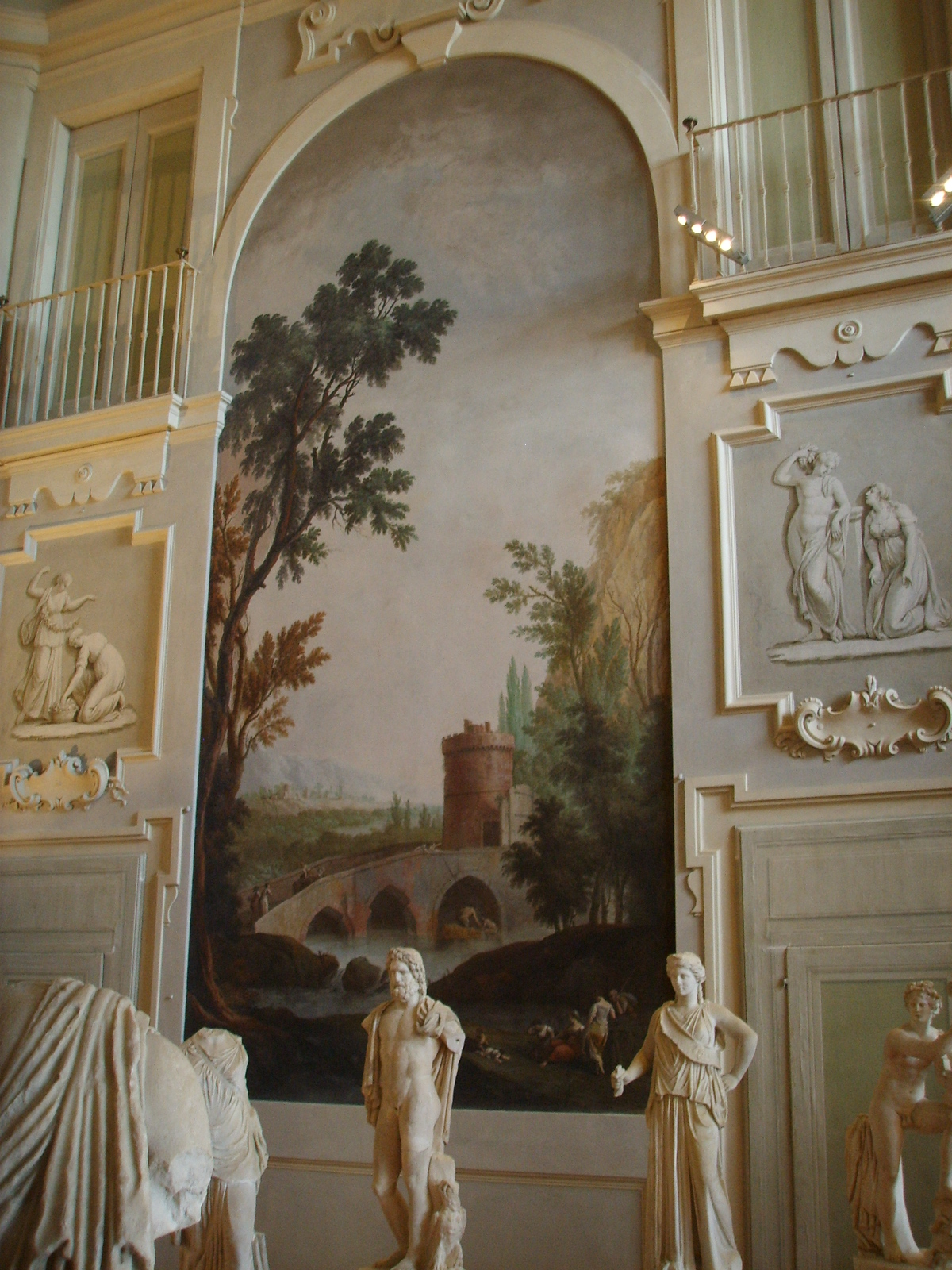
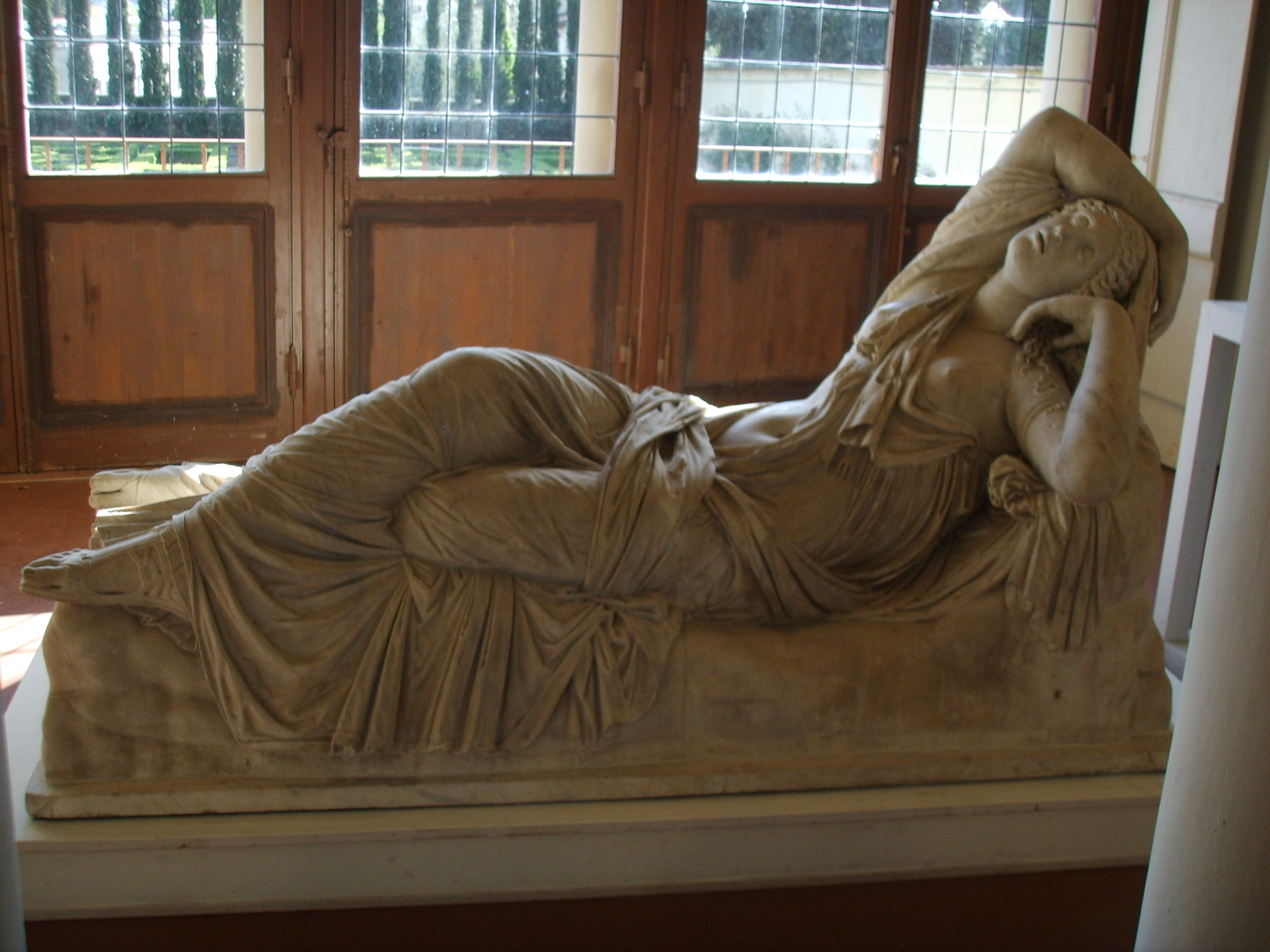
Ariana adormecida
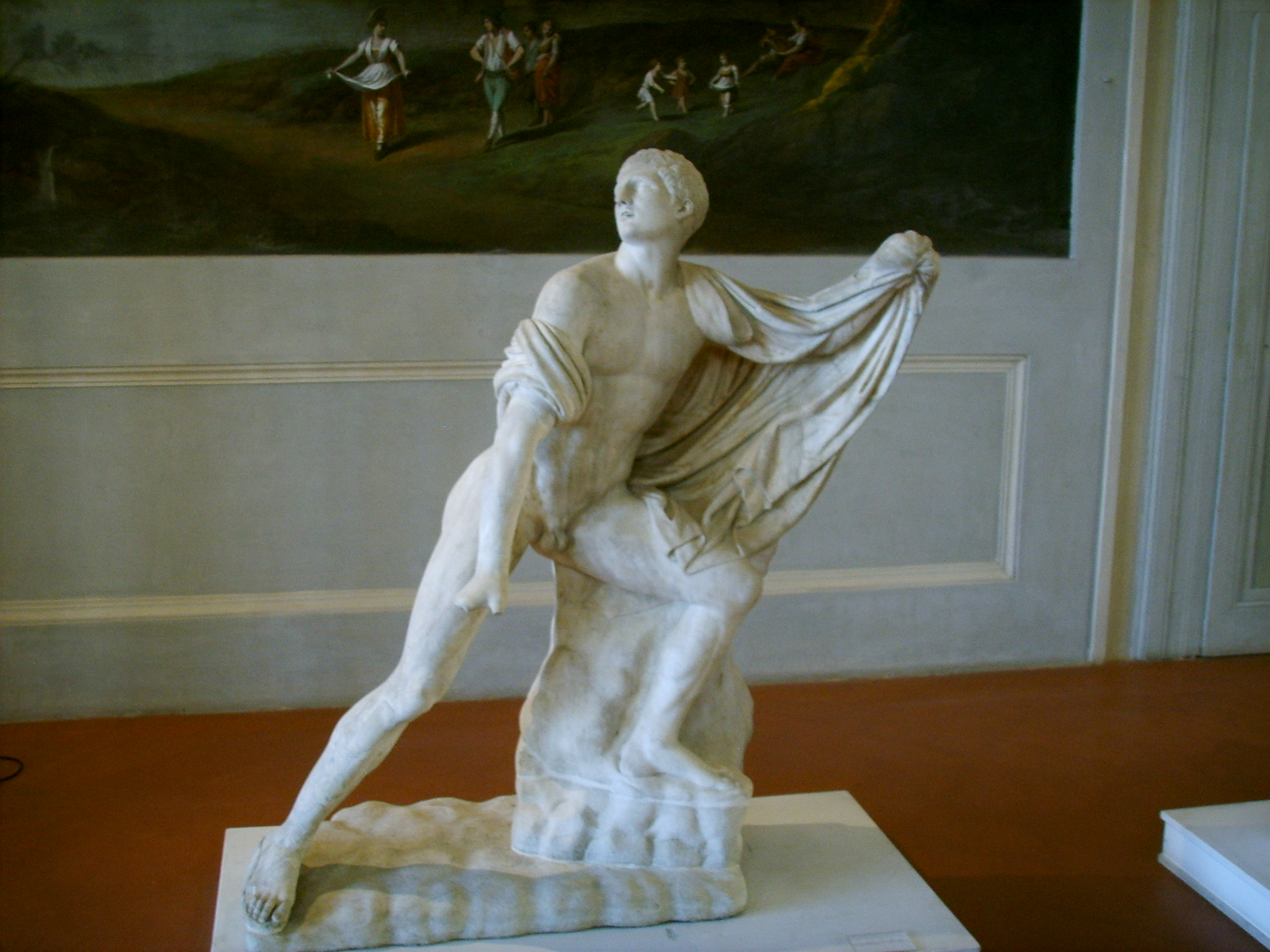
Nióbide
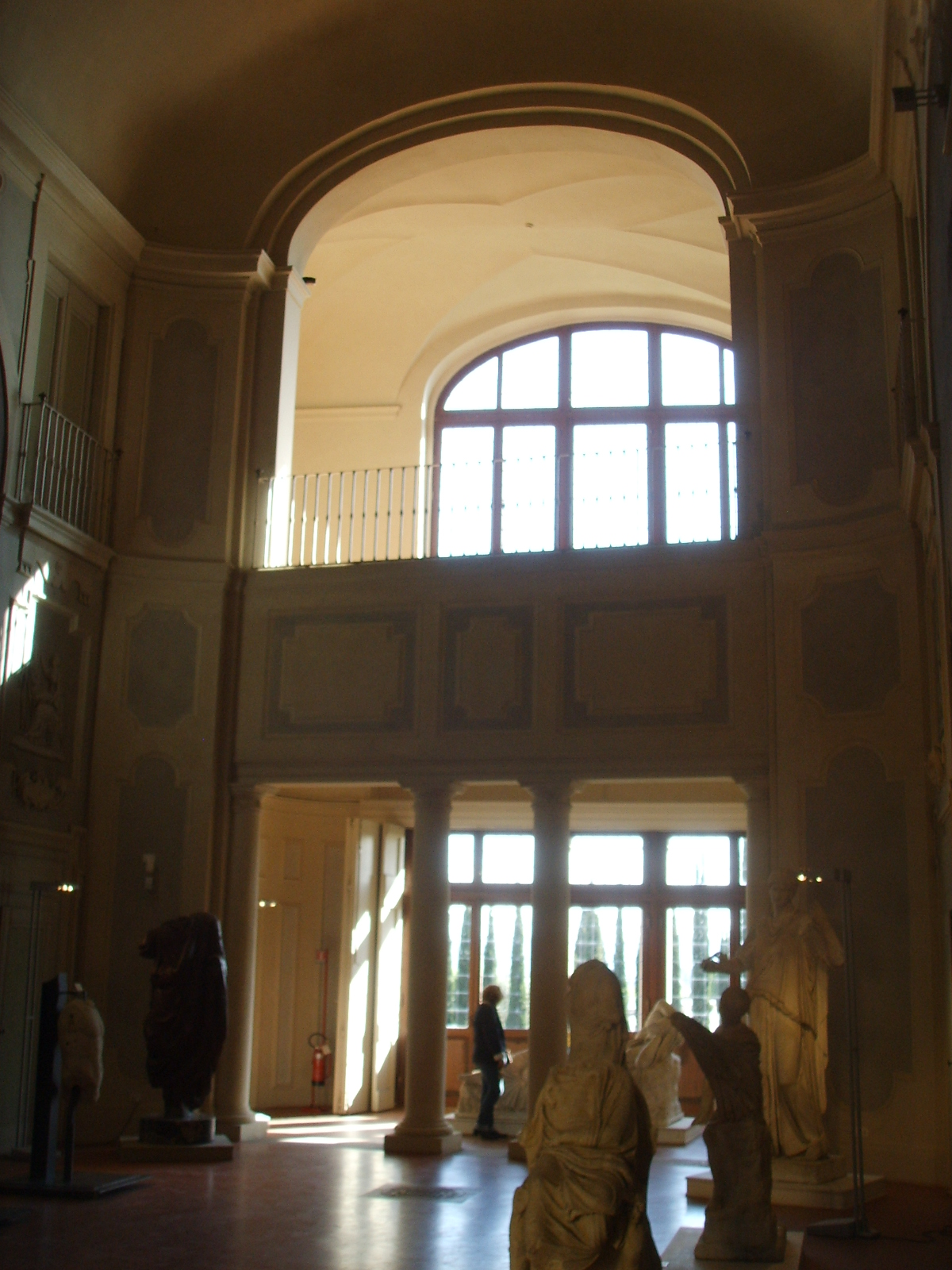

## Galeria de imagens da fachada e pátio

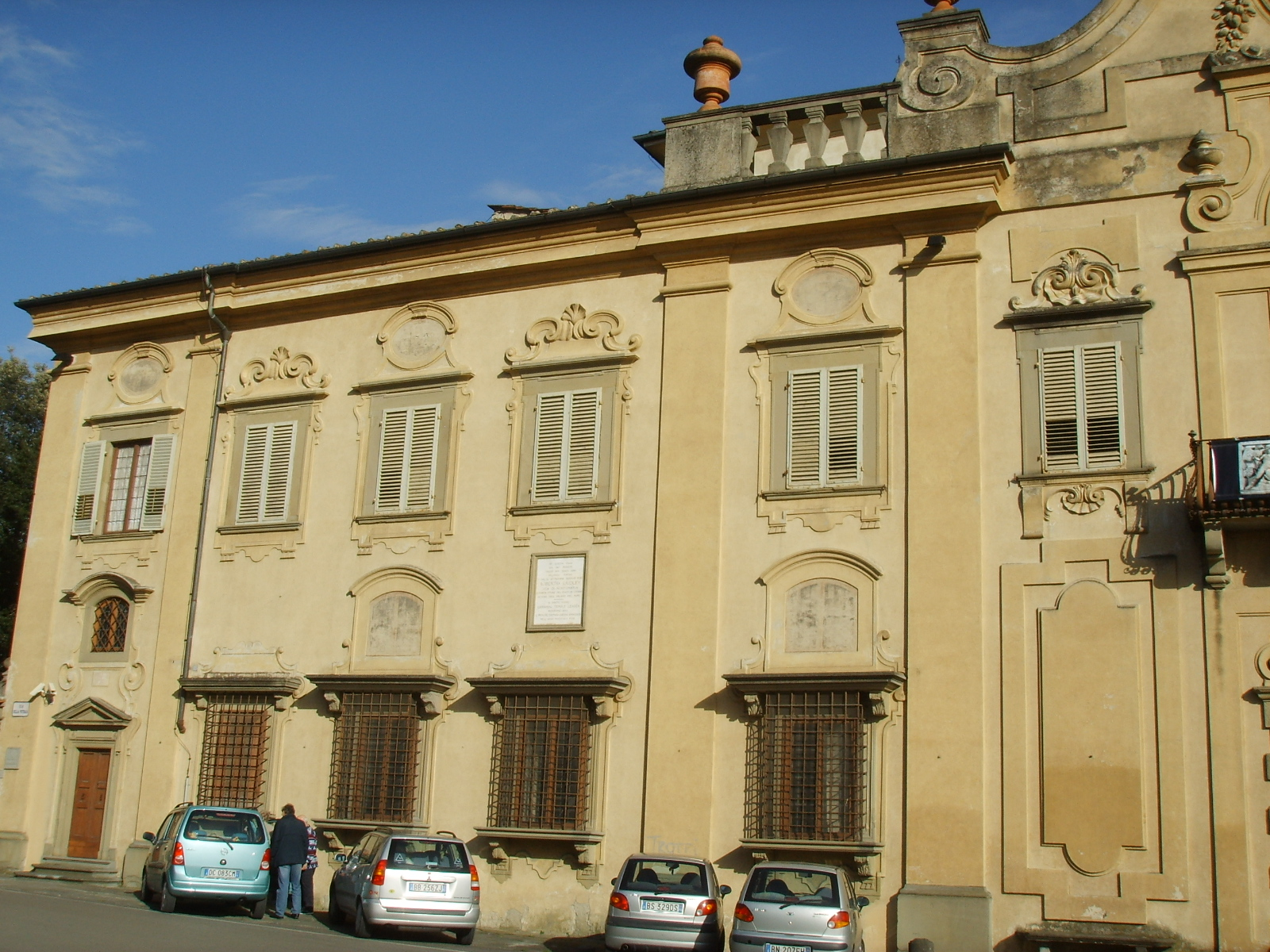
Vista parcial da fachada barroca
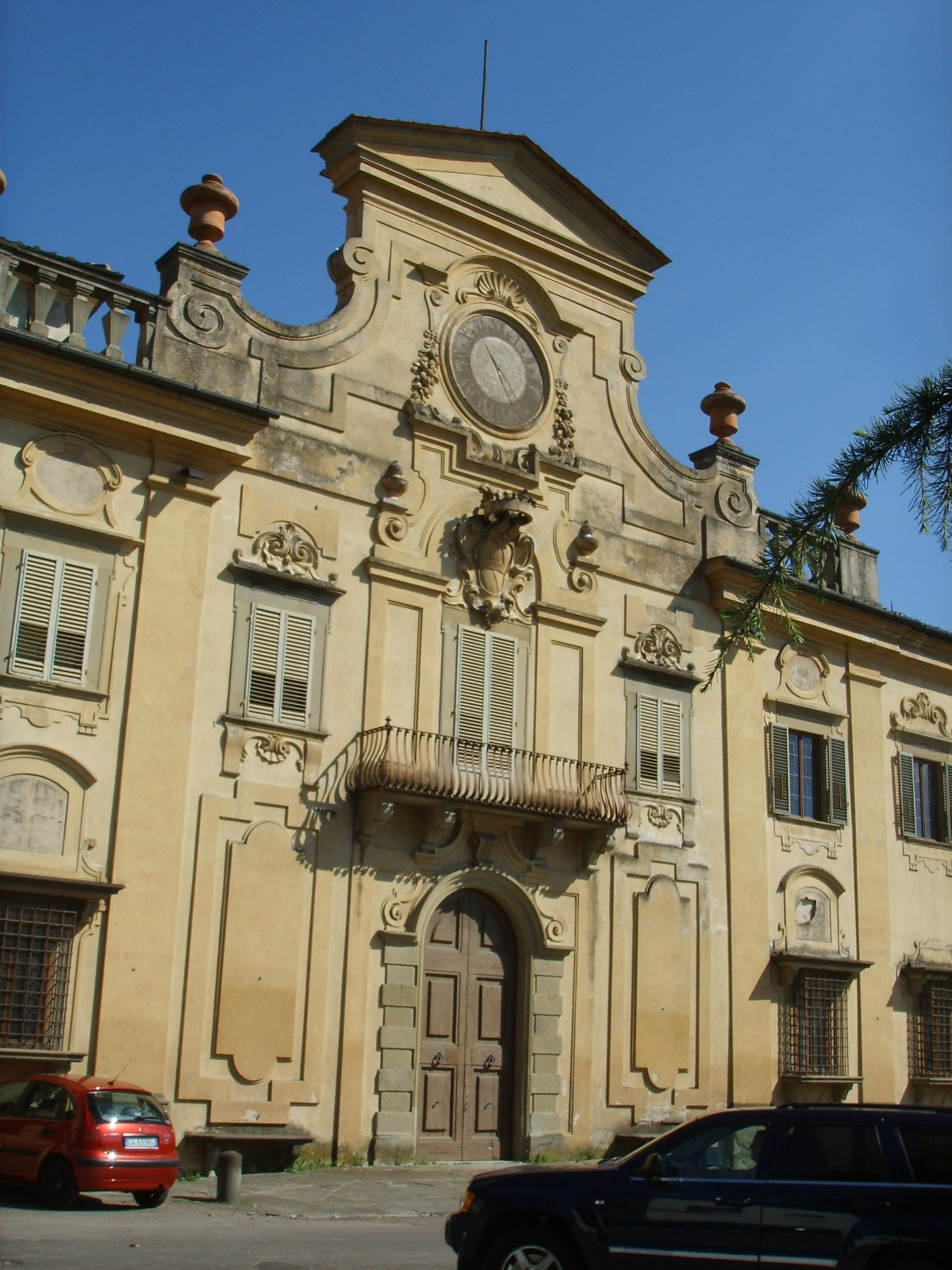
Parte central da fachada principal
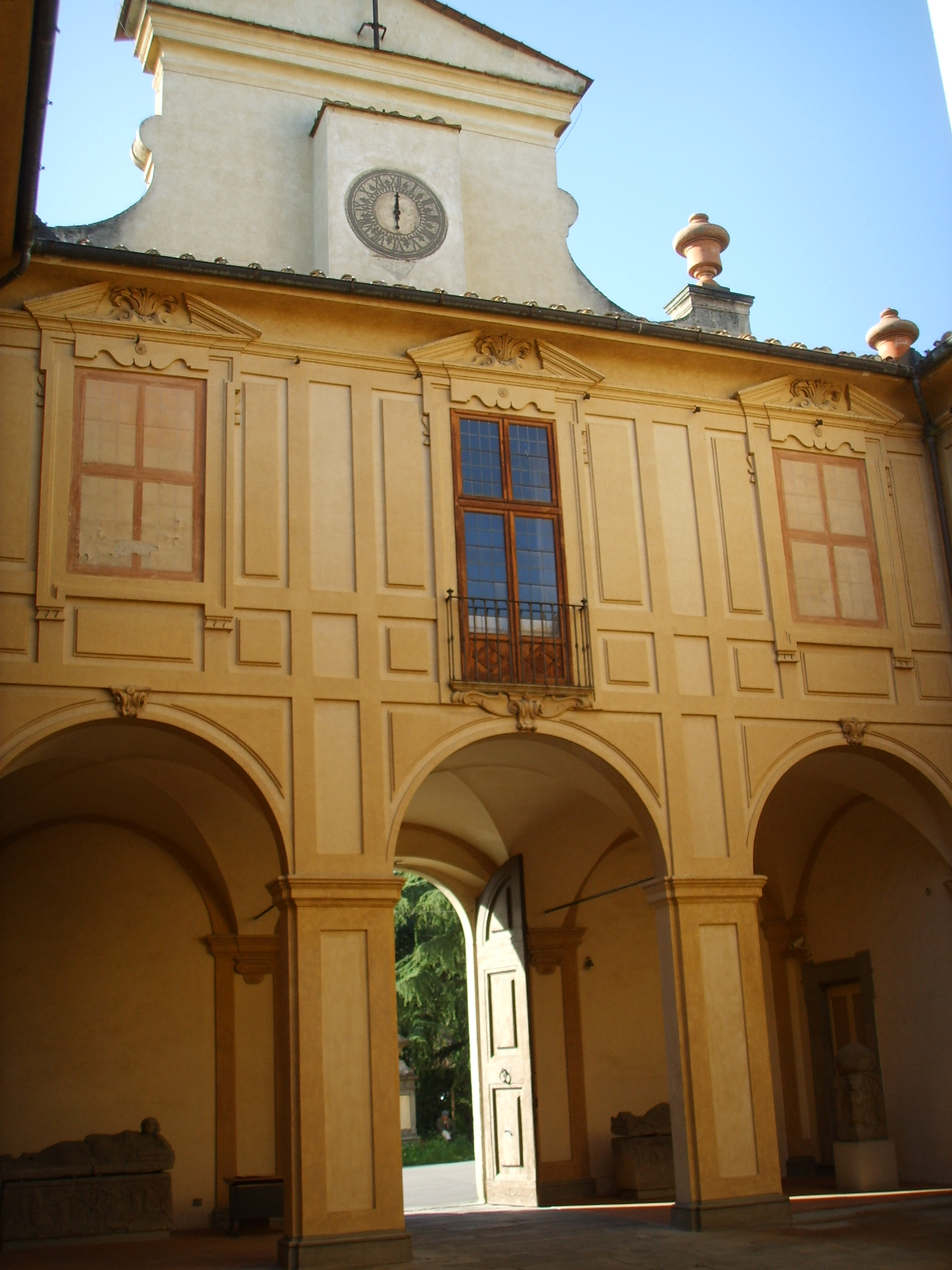
Detalhe do pátio
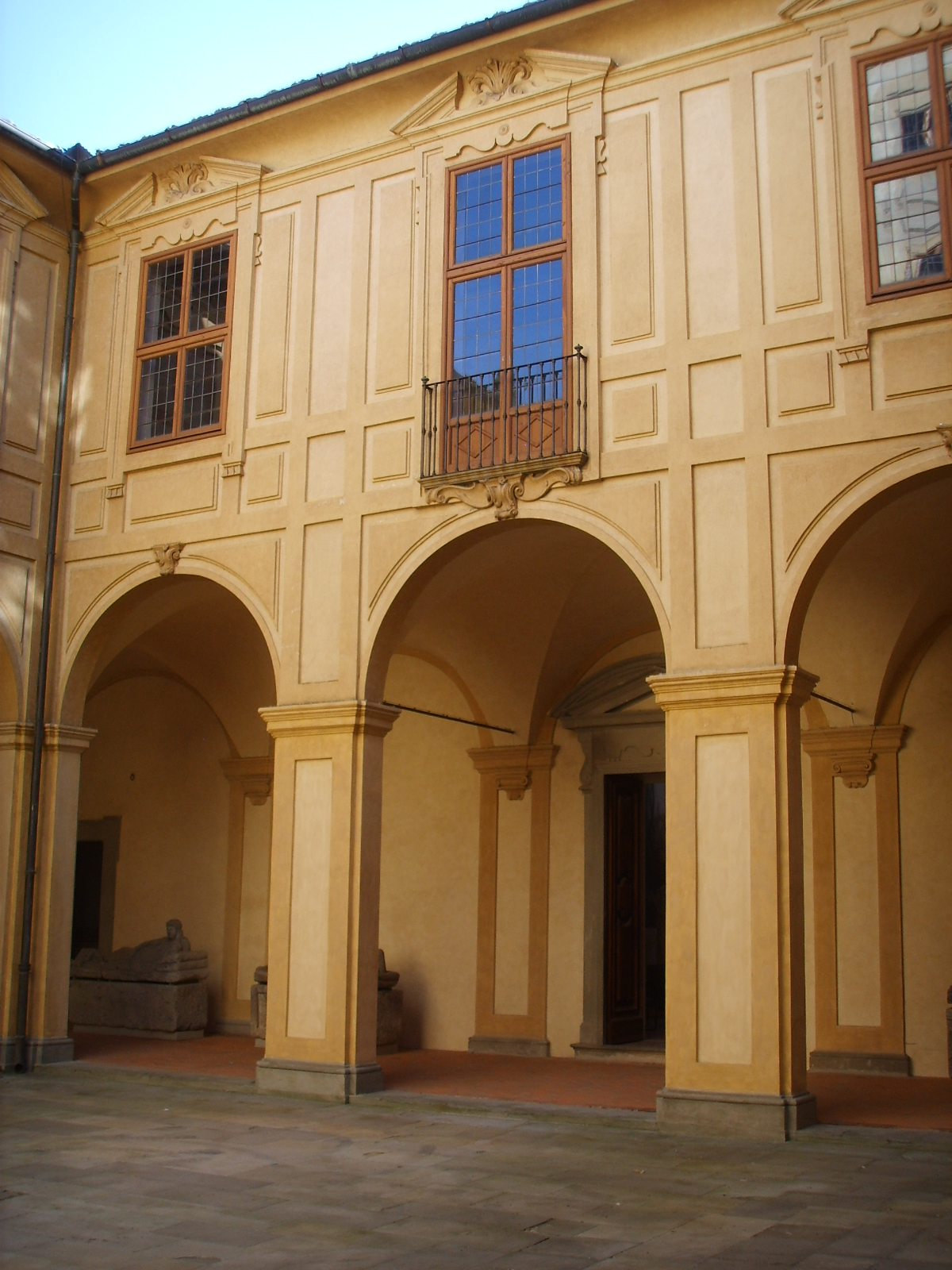
Detalhe do pátio
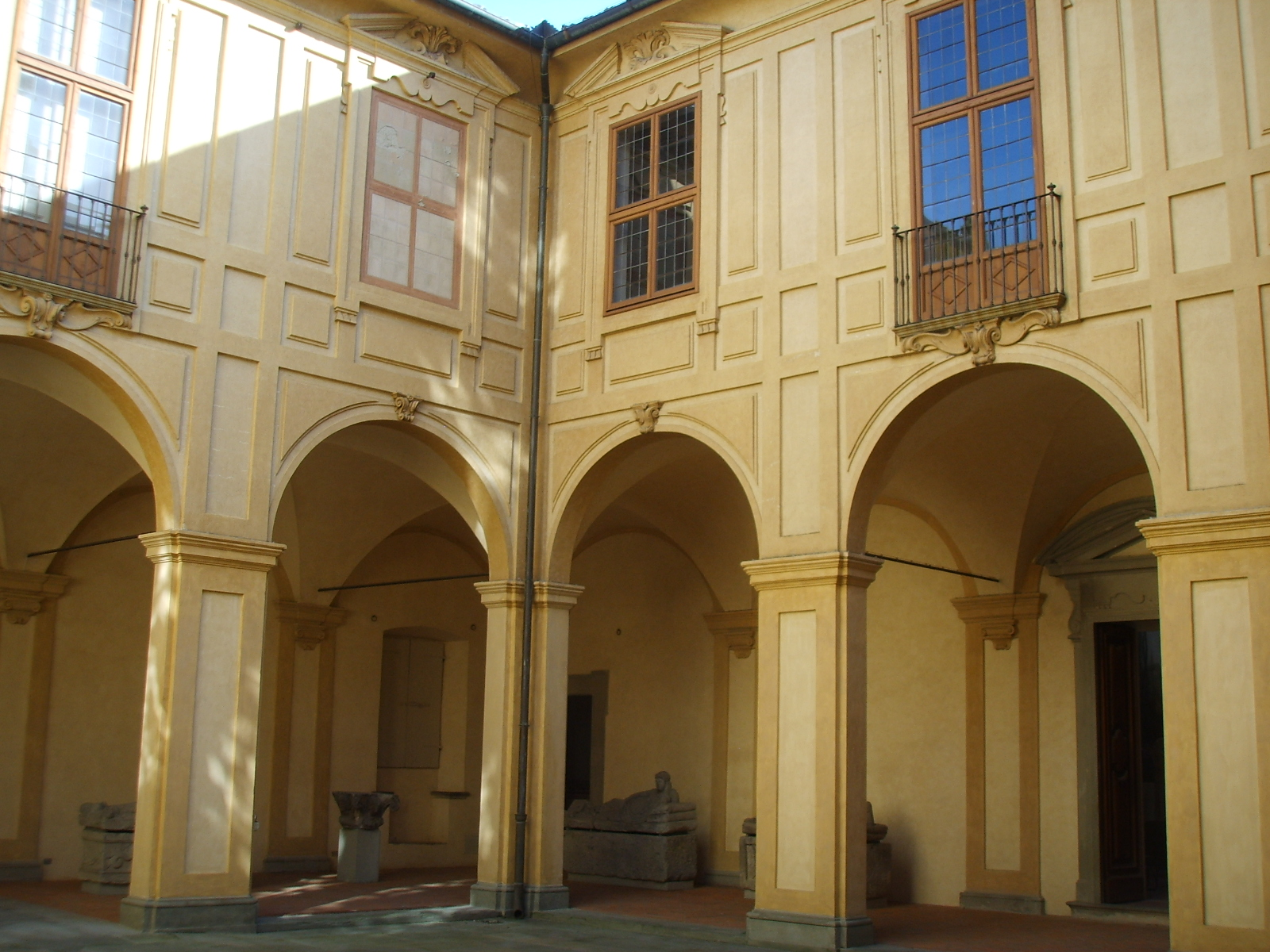
Detalhe do pátio
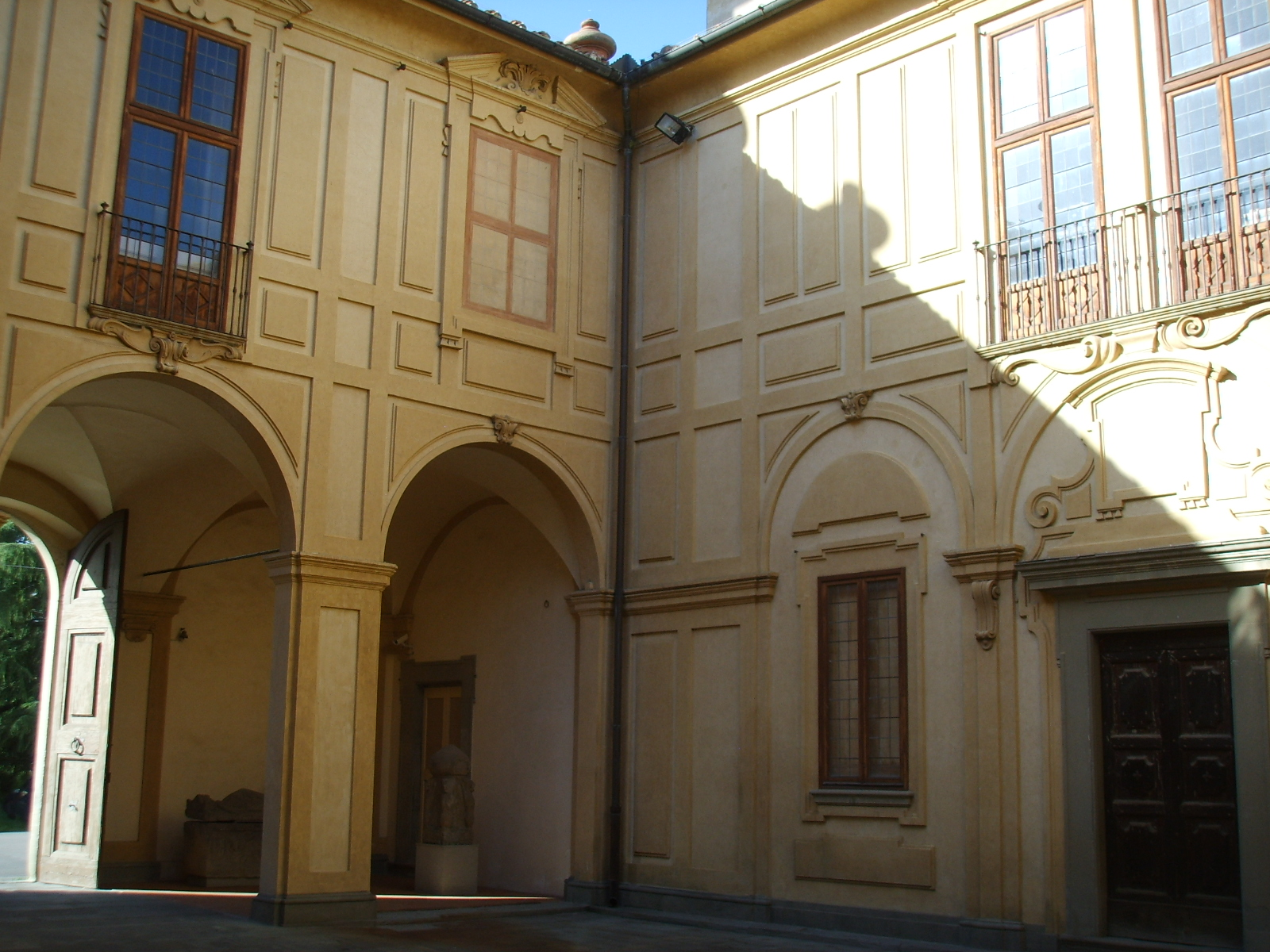
Detalhe do pátio
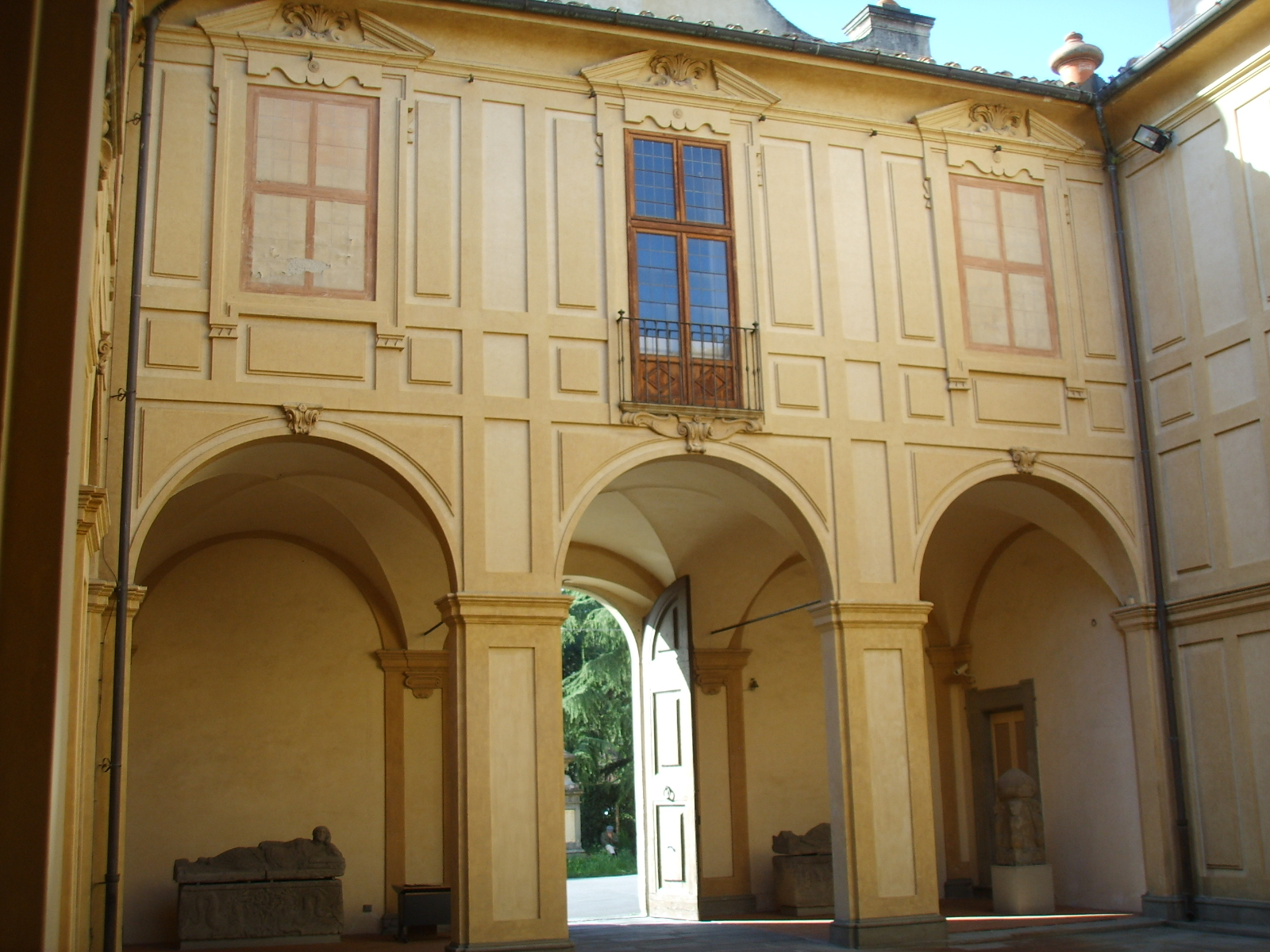
Detalhe do pátio
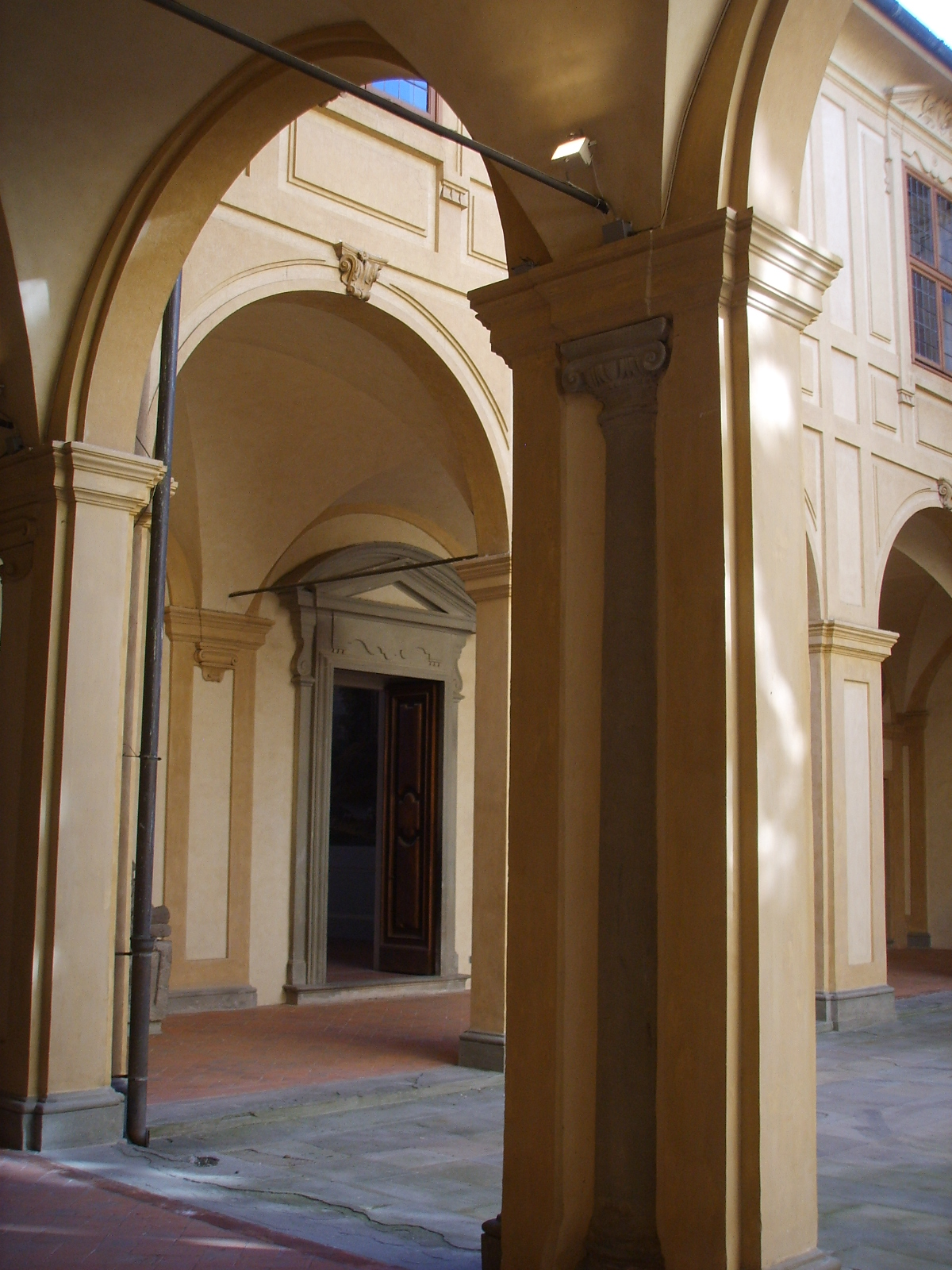
Detalhe do pátio
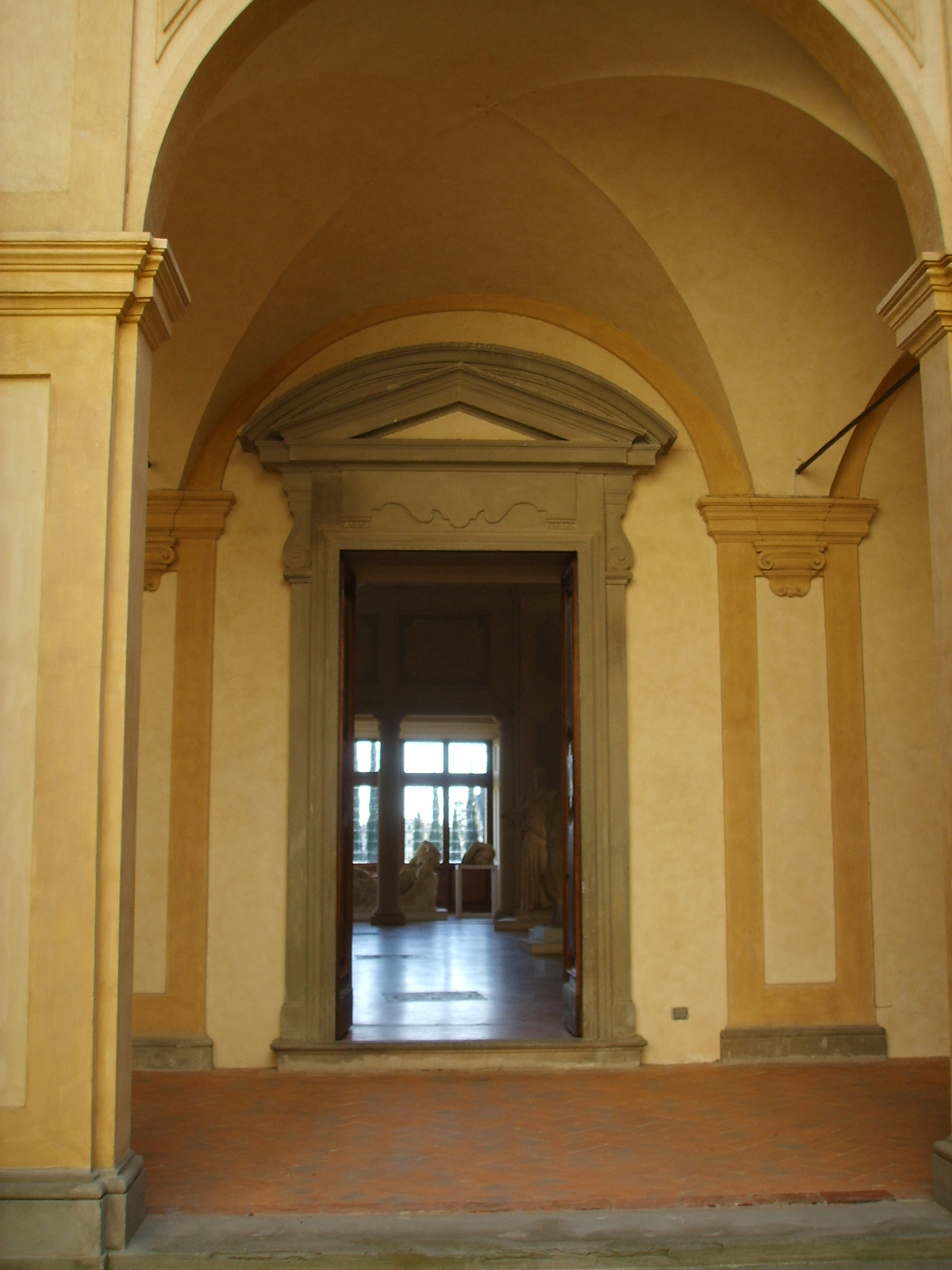
Entrada para uma sala a partir do pátio
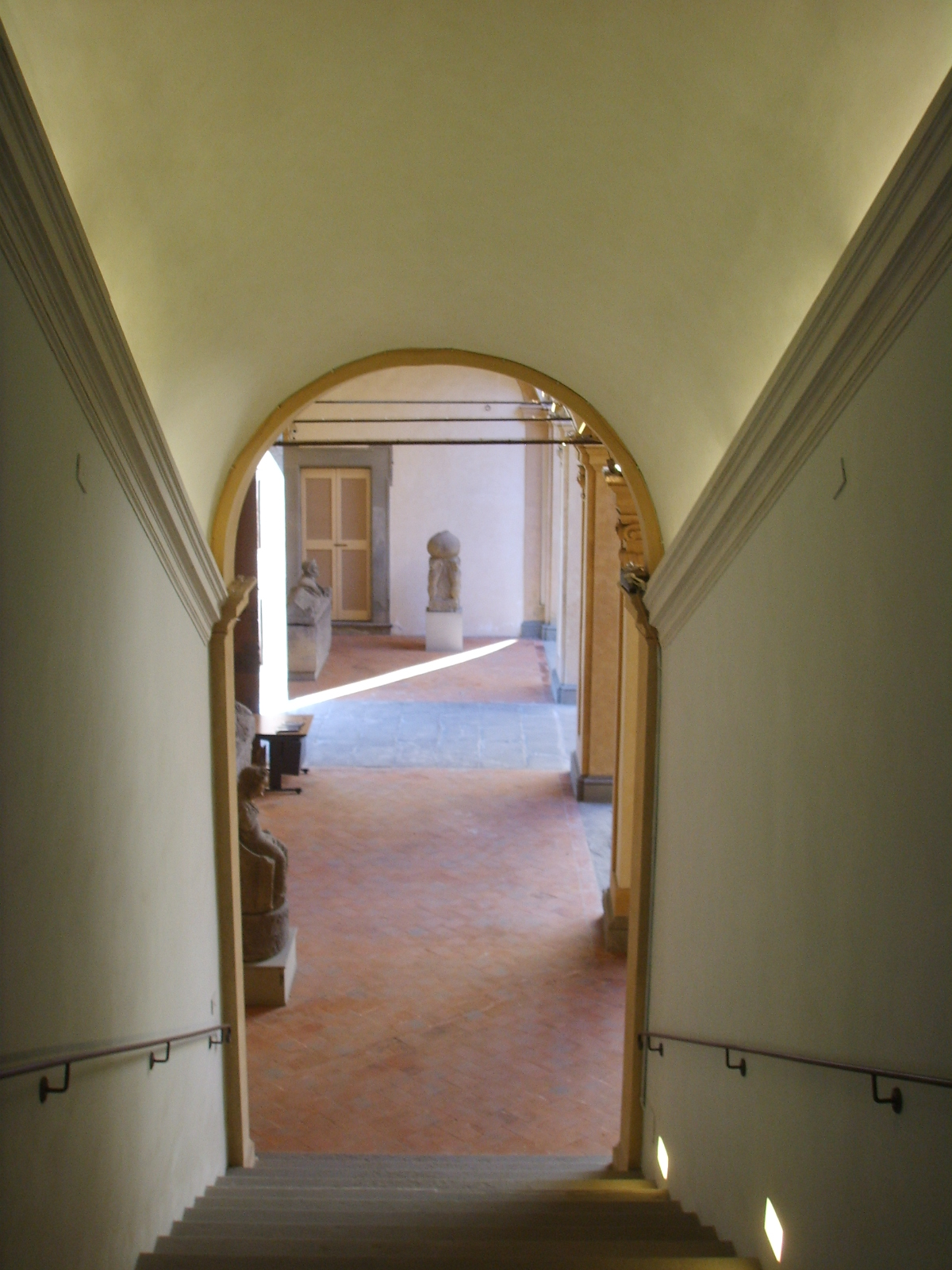
Escadaria com acesso ao pátio